# Volme
Die Volme ist ein 50,5 km langer orographisch linker Nebenfluss der Ruhr. Davon entfallen 20,8 km auf das Stadtgebiet von Hagen.

## Name
Der Fluss wurde zwischen 1155 und 1165 als supra fluuium Voleminna erstmals schriftlich erwähnt. Der Name steht wohl in Zusammenhang mit dem germanischen Wort *fulla- „voll“ im Sinne von „beständig viel Wasser führender Fluss“.

## Geographie

### Verlauf
Die Quelle der Volme liegt am südöstlichen Stadtrand von Meinerzhagen auf 460 m ü. NN und einen Kilometer östlich der Aggerquelle.
Sie durchfließt, begleitet von der Volmetalbahn und der B 54, unter anderem die Städte Meinerzhagen und Kierspe, den Ortsteil Oberbrügge der Stadt Halver, den Lüdenscheider Stadtteil Brügge, die Ortsteile Schalksmühle und Dahlerbrück der Gemeinde Schalksmühle sowie die Stadtteile Rummenohl, Priorei, Dahl, Ambrock, Eilpe, Mitte und Eckesey der kreisfreien Stadt Hagen. Im Stadtgebiet von Hagen ist sie über größere Strecken kanalisiert, wurde jedoch teilweise renaturiert.
Die Volme mündet schließlich  auf einer Höhe von 91 m ü. NN in Hagen von links in die Ruhr. Ihr 50,5 km langer Lauf endet ungefähr 369 Höhenmeter unterhalb ihrer Quelle, sie hat somit ein mittleres Sohlgefälle von etwa 7,3 ‰.

Die Volme von der Quelle bis zur Mündung
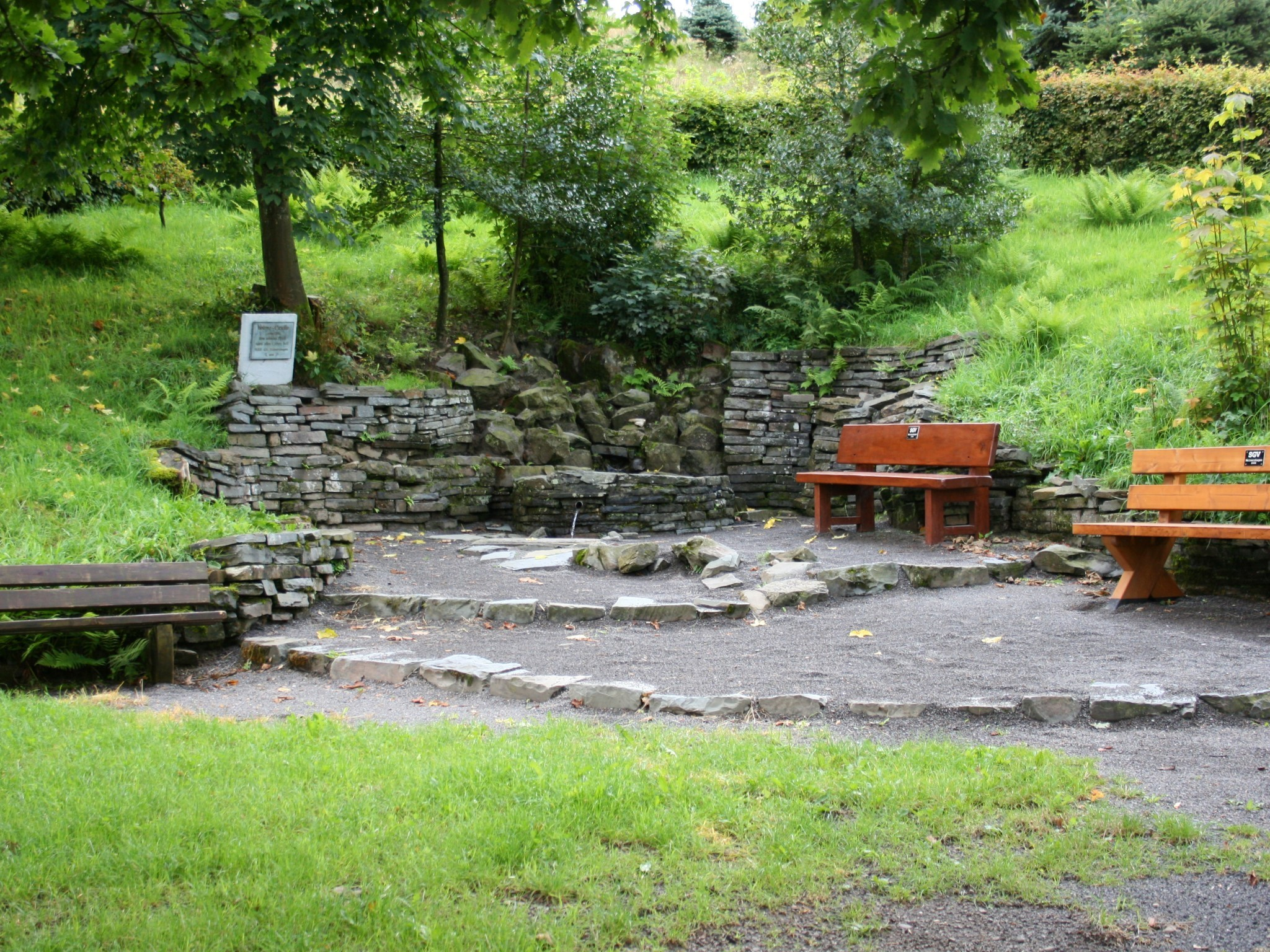
Die gefasste Volmequelle in Meinerzhagen
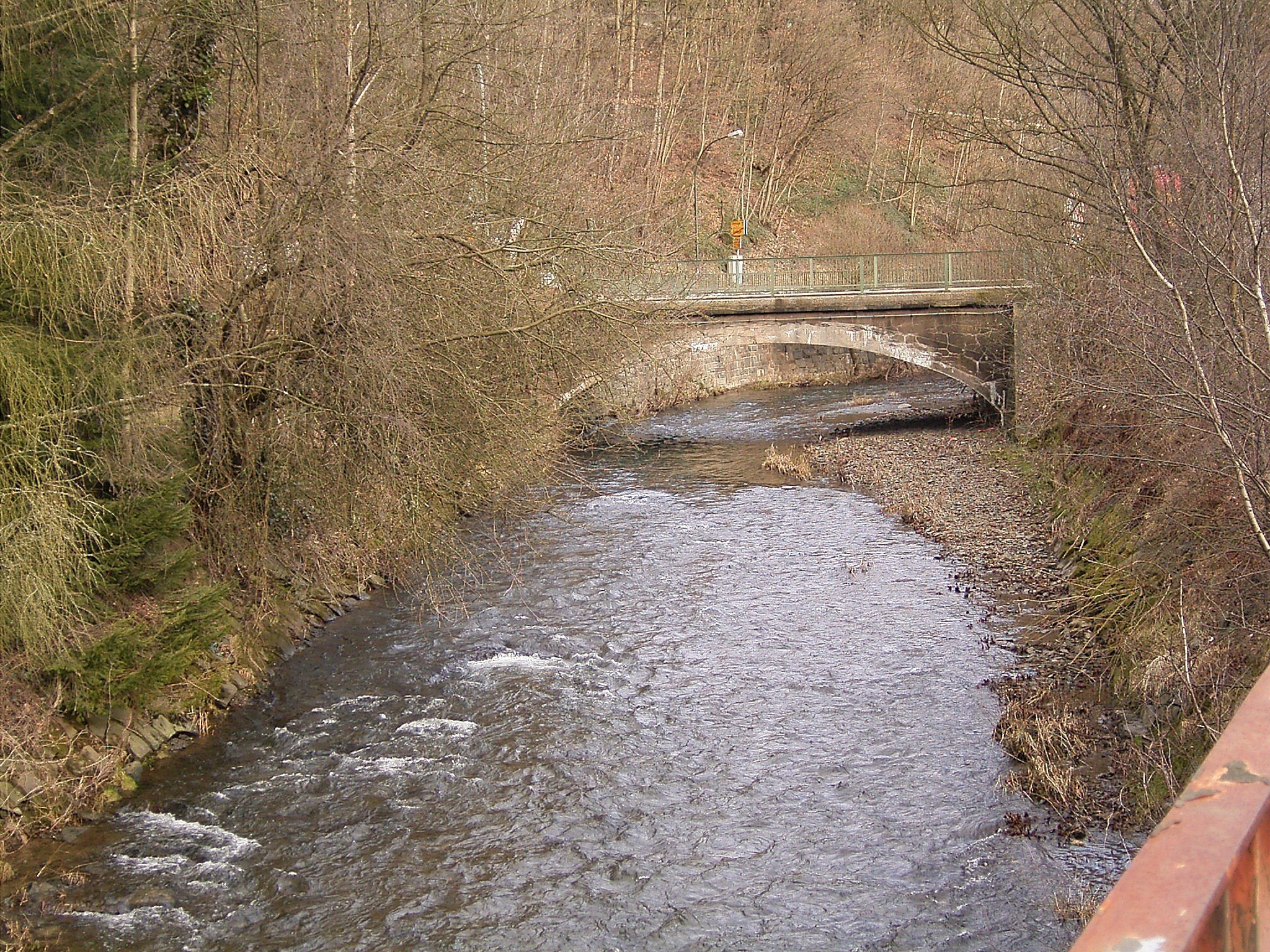
Die Volme in Lüdenscheid-Brügge
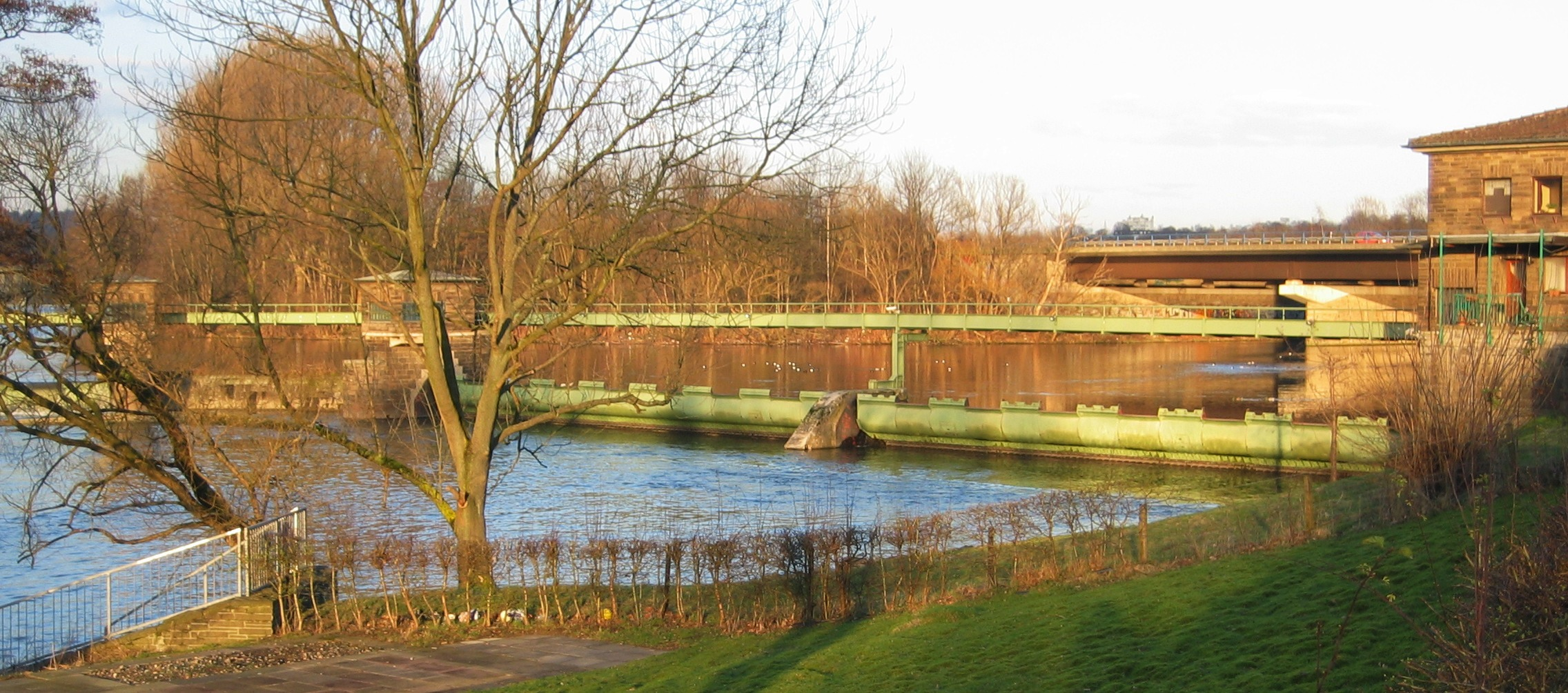
Volme-Mündung in die Ruhr, Stauwehr Stiftsmühle

### Einzugsgebiet
Das 427,82 km² große Einzugsgebiet der Volme liegt im Süderbergland und wird über die Ruhr und den Rhein in die Nordsee entwässert.
Es grenzt
- im Osten an das Einzugsgebiet des Ruhr-Zuflusses Lenne
- im Südosten an das des Lenne-Zuflusses Bigge
- im Süden an das des Sieg-Zuflusses Agger
- und im Westen an das der Wupper.

Die Flächenverteilung des Einzugsgebiets der Volme:

### Zuflüsse

#### Tabelle der direkten Zuflüsse
| Stat. in km | Name             | GKZ      | Lage   | Länge in km | EZG in km² | MQ in l/s | Mündung Koordinaten                        | Mündungshöhe in m ü. NHN | Bemerkungen         |
| ----------- | ---------------- | -------- | ------ | ----------- | ---------- | --------- | ------------------------------------------ | ------------------------ | ------------------- |
| 046,20      | Wiebelsaat       | 2768-2   | rechts | 004,7000    | 0006,750   | 0187,780  | in Kierspe-Neue Brücke                     | 35200000                 |                     |
| 044,90      | Wehe             | 2768-32  | links0 | 004,0000    | 0004,800   | 0135,570  | in Kierspe                                 | 34100000                 |                     |
| 042,90      | Schleipe         | 2768-4   | rechts | 005,0000    | 0006,310   | 0168,840  | in Kierspe-Grünenbaum                      | 32500000                 |                     |
| 040,60      | Jubach           | 2768-52  | rechts | 004,2000    | 0007,020   | 0174,970  | bei Kierspe-Vollme                         | 30900000                 |                     |
| 037,40      | Hamecke          | 2768-532 | rechts | 003,9000    | 0003,330   | 0080,020  | in Kierspe-Bollwerk                        | 28500000                 |                     |
| 036,30      | Kierspe          | 2768-54  | links0 | 004,1000    | 0009,490   | 0253,960  | bei Kierspe-Haus Rhade                     | 27800000                 |                     |
| 035,40      | Schlemme         | 2768-552 | links0 | 004,4000    | 0004,860   | 0128,320  | in Halver-Oberbrügge                       | 27100000                 |                     |
| 033,40      | Mintenbecke      | 2768-554 | rechts | 005,5000    | 0005,430   | 0133,260  | bei Lüdenscheid-Ahelle                     | 26200000                 |                     |
| 033,20      | Elspe            | 2768-56  | rechts | 007,5000    | 0012,470   | 0309,670  | südwestlich von Lüdenscheid-Stüttinghausen | 26100000                 |                     |
| 031,30      | Lösenbach        | 2768-572 | rechts | 004,2000    | 0004,040   | 0099,420  | in Lüdenscheid-Brügge                      | 25200000                 |                     |
| 028,30      | Linnepe          | 2768-58  | rechts | 003,5000    | 0007,060   | 0166,360  | bei Lüdenscheid-Linnepermühle              | 23700000                 |                     |
| 025,10      | Großer Klagebach | 2768-594 | rechts | 004,1000    | 0003,890   | 0088,950  | bei Schalksmühle-Klagebach                 | 21800000                 |                     |
| 024,70      | Hälver           | 2768-6   | links0 | 008,6000    | 0017,740   | 0453,680  | in Schalksmühle                            | 21300000                 |                     |
| 023,10      | Glör             | 2768-72  | links0 | 006,8000    | 0010,610   | 0266,470  | am Südrand von Schalksmühle-Dahlerbrück    | 20000000                 |                     |
| 019,10      | Sterbecke        | 2768-74  | rechts | 007,6000    | 0016,040   | 0357,280  | in Hagen-Rummenohl                         | 17600000                 |                     |
| 017,30      | Epscheider Bach  | 2768-76  | links0 | 006,1000    | 0015,370   | 0351,810  | bei Hagen-Priorei                          | 16700000                 |                     |
| 013,90      | Asmecke          | 2768-772 | rechts | 002,0000    | 0002,960   | 0051,130  | in Hagen-Dahl                              | 15000000                 |                     |
| 011,20      | Hamper Bach      | 2768-774 | links0 | 004,4000    | 0004,090   | 0079,440  | bei Dahl-Ambrock                           | 14000000                 | Mündet unterirdisch |
| 007,20      | Selbecker Bach   | 2768-78  | links0 | 005,1000    | 0018,760   | 0347,920  | in Hagen-Eilpe                             | 11700000                 | Mündet unterirdisch |
| 003,50      | Ennepe           | 2768-8   | links0 | 042,1000    | 0187,420   | 4.030,180 | bei Hagen-Philippshöhe                     | 9800000                  |                     |
| 000,00      | Volme            | 2768     |        | 050,5000    | 0427,820   | 9.790,680 | in Hagen-Eckesey                           | 9100000                  | Mündet in die Ruhr  |

Anmerkungen zur Tabelle
1. ↑  Daten (Länge, EZG, MQ, Höhen) nach dem ELWAS-WEB - Wasserdaten NRW des Ministeriums für Umwelt, Naturschutz und Verkehr NRW (Hinweise)
2. ↑  Gewässerkennzahl, in Deutschland die amtliche Fließgewässerkennziffer mit zur besseren Lesbarkeit eingefügtem Trenner hinter dem Präfix, das einheitlich für den allen gemeinsamen Vorfluter Volme steht.
3. ↑  Die Längenangaben bei Gewässer mit unbekannter GKZ erfolgen durch Eigenmessung
4. ↑  Die Daten der Volme zum Vergleich

## Nutzung
Im vorindustriellen Zeitalter entstanden entlang des Flusses zahlreiche Mühlen, Hammerwerke und Sensenschmieden, die über Vorteiche die Wasserkraft dieses stetig fließenden Gewässers nutzten, auf die die märkische Kleineisenindustrie des 19. und 20. Jahrhunderts aufbaute.

## Naturkatastrophen

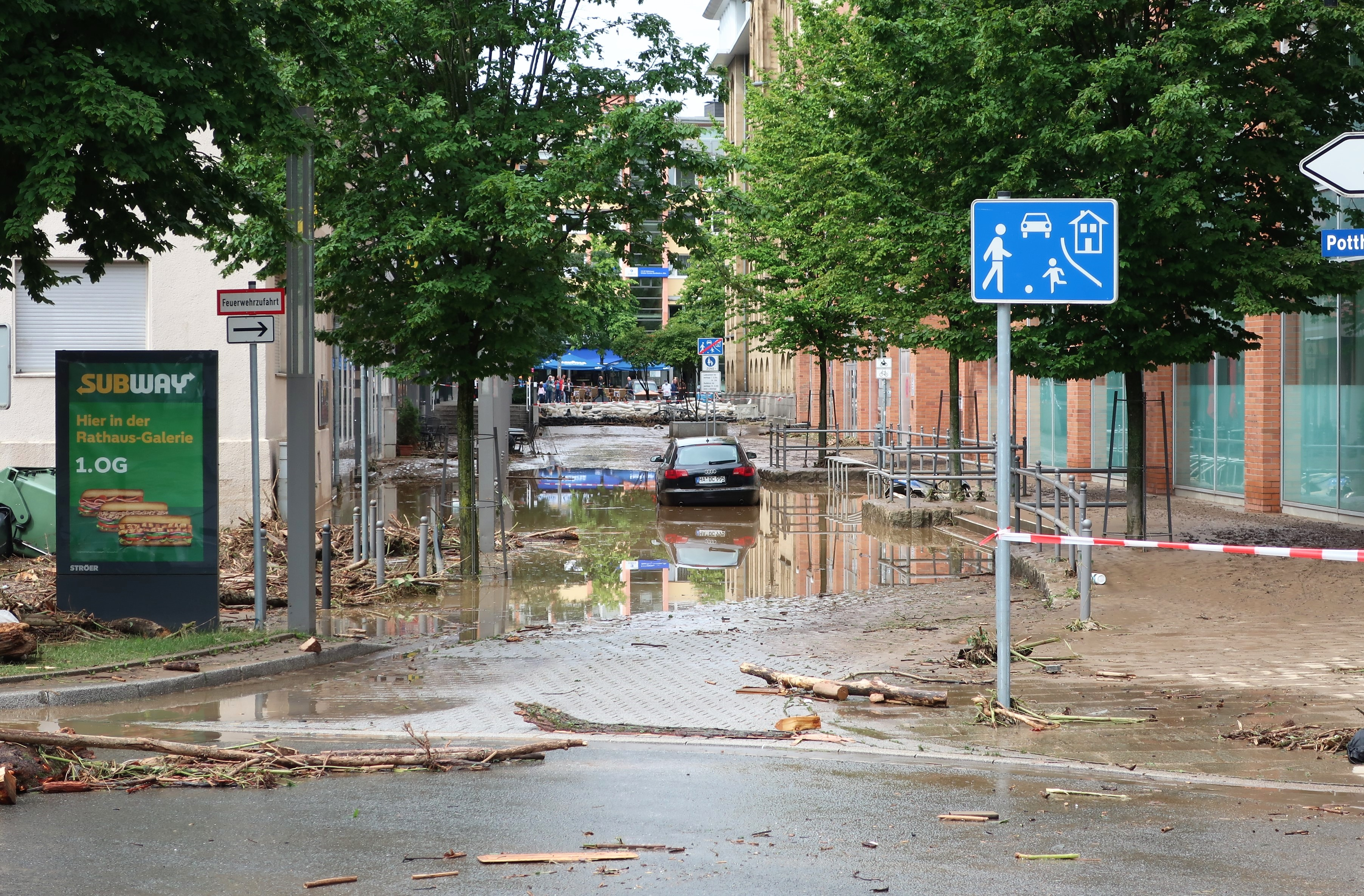
Hochwasser in der Hagener Innenstadt 2021

Im Rahmen der Hochwasser in West- und Mitteleuropa 2021 wurde auch die Hagener Innenstadt überflutet.
Nach einem Großbrand in einer Stahlfabrik in Hagen im September 2021 verendeten viele Fische, Krebse und Kleinlebewesen, da hohe Mengen an Salzsäure in den Fluss gelangten.